# Suzanna von Nathusius
Suzanna von Nathusius (ur. 12 kwietnia 2000 w Warszawie) – polska aktorka niemieckiego pochodzenia, była aktorka dziecięca.

## Życiorys
Suzanna von Nathusius urodziła się jako trzecie dziecko niemieckiego wydawcy Marka Nikolausa von Nathusiusa oraz jego polskiej żony Krystyny (z domu Moczulska). W 2003, w wieku trzech lat, po raz pierwszy zagrała w reklamach telewizyjnych. Od tamtej pory zagrała w licznych kampaniach reklamowych. Od 2004 na stałe gra w serialu Klan, w ciągu 16 lat odtworzyła rolę Małgosi Boreckiej w ok. 400 odcinkach. Poza Klanem gościnnie występowała również w innych filmach i serialach.

## Życie prywatne
Ma dwie starsze siostry, również aktorki: Michelle (ur. 11 maja 1997) i Lisę (ur. 14 września 1998).

## Filmografia
- 2004–nadal: Klan, od odcinka 831 (Małgorzata Borecka)[6], TVP1
- 2006: Hela w opałach (nie występuje w napisach), TVN
- 2006: Kryminalni, odcinek 49 (mała dziewczynka w sklepie), TVN
- 2007: Plebania, odcinek 942 (Marysia), TVP1
- 2008: Niech żyje pogrzeb (Anne)
- 2008: Plebania, jubileuszowy 1000-ny odcinek (Marysia), TVP1
- 2008: Kryminalni, odcinek 99 (dziewczynka), TVN
- 2009: Niech żyje pogrzeb!!!, film krótkometrażowy
- 2012: Na Wspólnej, odcinki 1693, 1698, 1699, 1712, 1718 (Malwina) TVN
- 2015: Ojciec Mateusz, odcinek 179 (Ania), TVP1